# Minya
Minya is een stad in Egypte en is de hoofdplaats van het gelijknamige gouvernement Minya. Bij de volkstelling van 2006 telde Minya 239.804 inwoners.
In deze regio werd omstreeks 1978 de Codex Tschacos ontdekt bij een vermoedelijk illegale opgraving.

## Geboren in Minya
- Huda Sha'arawi (1879-1947), Egyptisch feministe
- Antonios Naguib (1935-2022), patriarch van de koptisch-katholieke kerk (2006-2013) en kardinaal